# 旋前肌

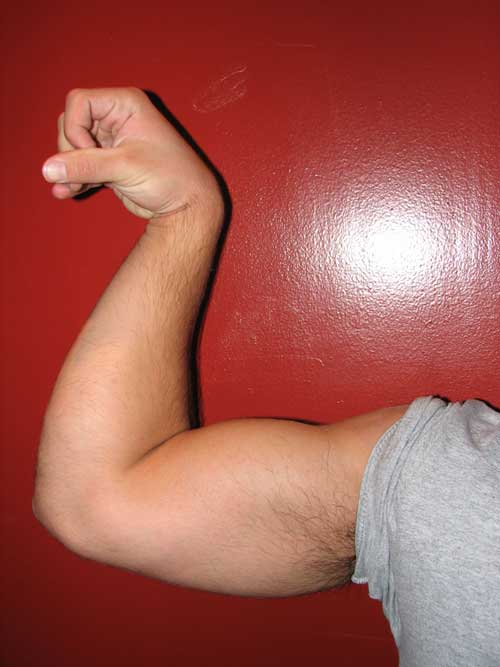
手臂彎曲時旋前肌與二頭肌一同收縮

旋前肌，是使手掌向下翻的肌肉，包括旋前圓肌和旋前方肌兩塊小肌肉，從尺骨經過前臂，延伸至橈骨。收縮時可轉動手臂，使手掌朝下。

## 來源
- 《人體學習百科》，貓頭鷹出版社，ISBN 957-9684-11-1